# Baron Herbert
Baronowie Herbert 1. kreacji (parostwo Anglii)
- 1461–1469: William Herbert, 1. hrabia Pembroke i 1. baron Herbert
- 1469–1491: William Herbert, 2. hrabia Pembroke i 2. baron Herbert
- 1491–1513: Elisabeth Somerset, 3. baronowa Herbert
- 1513–1548: Henry Somerset, 2. hrabia Worcester i 4. baron Herbert
- 1548–1589: William Somerset, 3. hrabia Worcester i 5. baron Herbert
- 1589–1628: Edward Somerset, 4. hrabia Worcester i 6. baron Herbert
- 1628–1646: Henry Somerset, 1. markiz Worcester i 7. baron Herbert
- 1646–1667: Edward Somerset, 2. markiz Worcester i 8. baron Herbert
- 1667–1700: Henry Somerset, 1. książę Beaufort i 9. baron Herbert
- 1700–1714: Henry Somerset, 2. książę Beaufort i 10. baron Herbert
- 1714–1745: Henry Scudamore, 3. książę Beaufort i 11. baron Herbert
- 1745–1756: Charles Noel Somerset, 4. książę Beaufort i 12. baron Herbert
- 1756–1803: Henry Somerset, 5. książę Beaufort i 13. baron Herbert
- 1803–1835: Henry Charles Somerset, 6. książę Beaufort i 14. baron Herbert
- 1835–1853: Henry Somerset, 7. książę Beaufort i 15. baron Herbert
- 1853–1899: Henry Charles FitzRoy Somerset, 8. książę Beaufort i 16. baron Herbert
- 1899–1924: Henry Adelbert Wellington FitzRoy Somerset, 9. książę Beaufort i 17. baron Herbert
- 1924–1984: Henry Hugh Arthur FitzRoy Somerset, 10. książę Beaufort i 18. baron Herbert
- 2002 -: David John Seyfried-Herbert, 19. baron Herbert

Następca 19. barona Herbert: Oliver Richard Seyfried-Herbert
Następca następcy 19. barona: Oscar James Seyfried-Herbert